# Denizli (provincie)
Denizli is een provincie in het westen van Turkije met een oppervlakte van 11.700 km² en 850.029 inwoners (2000). De provincie ligt in de Egeïsche Zeeregio. De hoofdstad en hoofdstadsdistrict van de provincie is de gelijknamige stad Denizli.

## Bestuurlijke indeling

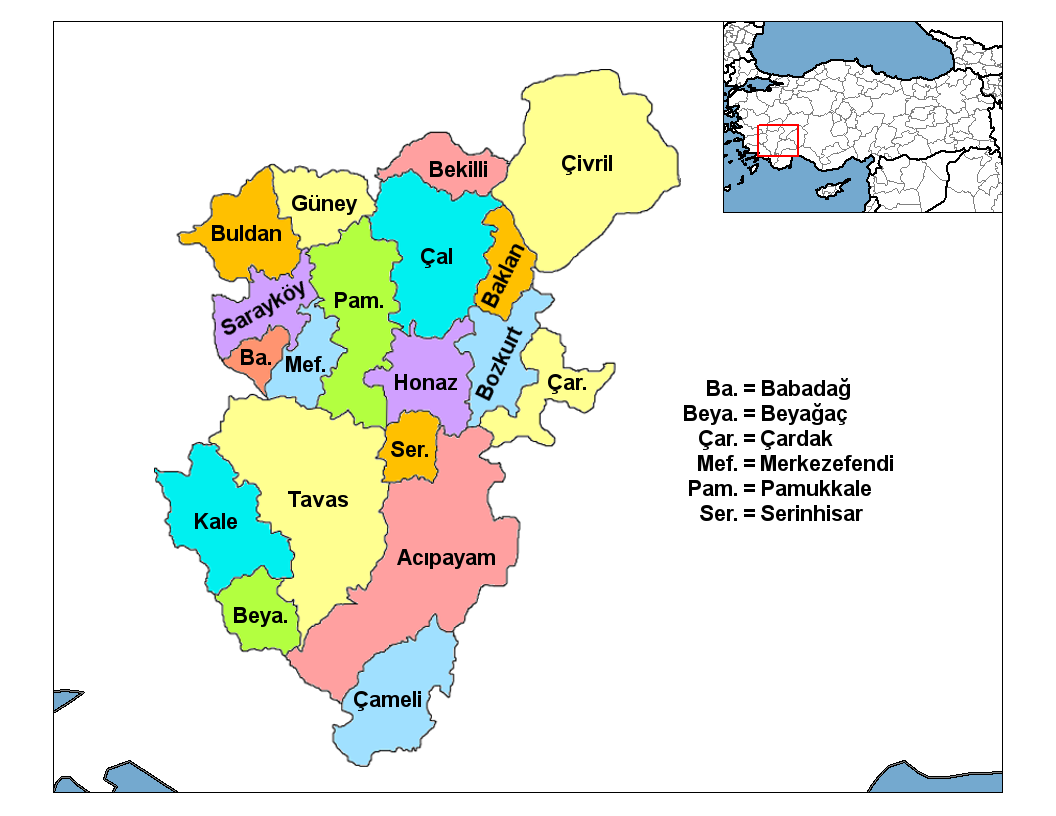
Districten van Denizli

### Districten
De provincie bestaat uit de volgende 19 districten:
| - Acıpayam - Babadağ - Baklan - Bekilli - Beyağaç | - Bozkurt - Buldan - Çal - Çameli - Çardak | - Çivril - Denizli - Güney - Honaz - Kale | - Pamukkale - Sarayköy - Serinhisar - Tavas |